# Copa Colsanitas
El torneig de Bogotà, oficialment conegut com a Copa Claro Colsanitas, és un torneig professional de tennis que es disputa sobre terra batuda. Actualment pertany a la categoria International Tournaments del circuit WTA femení i se celebra al Country Club de Bogotà, Colòmbia.
La tennista local Fabiola Zuluaga té el rècord amb quatre títols individuals.
Anteriorment s'havia disputat en altres seus de Bogotà com Club Campestre El Rancho, Club Los Lagartos.

## Palmarès

### Individual femení
| Any               | Campiona                                          | Finalista                                         | Resultat                                          |
| ----------------- | ------------------------------------------------- | ------------------------------------------------- | ------------------------------------------------- |
| WTA 250           |                                                   |                                                   |                                                   |
| 2025              | Camila Osorio (3)                                 | Katarzyna Kawa                                    | 6−3, 6−3                                          |
| 2024              | Camila Osorio                                     | Marie Bouzková                                    | 6−3, 7−6(5)                                       |
| 2023              | Tatjana Maria (2)                                 | Peyton Stearns                                    | 6−3, 2−6, 6−4                                     |
| 2022              | Tatjana Maria                                     | Laura Pigossi                                     | 6−3, 4−6, 6−2                                     |
| 2021              | Camila Osorio                                     | Tamara Zidanšek                                   | 5−7, 6−3, 6−4                                     |
| WTA International |                                                   |                                                   |                                                   |
| 2020              | Torneig suspès a causa de la pandèmia de COVID-19 | Torneig suspès a causa de la pandèmia de COVID-19 | Torneig suspès a causa de la pandèmia de COVID-19 |
| 2019              | Amanda Anisimova                                  | Astra Sharma                                      | 4−6, 6−4, 6−1                                     |
| 2018              | Anna Karolína Schmiedlová                         | Lara Arruabarrena                                 | 6−2, 6−4                                          |
| 2017              | Francesca Schiavone                               | Lara Arruabarrena                                 | 6−4, 7−5                                          |
| 2016              | Irina Falconi                                     | Sílvia Soler Espinosa                             | 6−2, 2−6, 6−4                                     |
| 2015              | Teliana Pereira                                   | Iaroslava Xvédova                                 | 7−6(2), 6−1                                       |
| 2014              | Caroline Garcia                                   | Jelena Janković                                   | 6−4, 6−3                                          |
| 2013              | Jelena Janković                                   | Paula Ormaechea                                   | 6−1, 6−2                                          |
| 2012              | Lara Arruabarrena                                 | Alexandra Panova                                  | 6−2, 7−5                                          |
| 2011              | Lourdes Domínguez Lino (2)                        | Mathilde Johansson                                | 2−6, 6−3, 6−2                                     |
| 2010              | Mariana Duque Marino                              | Angelique Kerber                                  | 6−4, 6−3                                          |
| 2009              | María José Martínez Sánchez                       | Gisela Dulko                                      | 6−3, 6−2                                          |
| WTA Tier III      |                                                   |                                                   |                                                   |
| 2008              | Núria Llagostera Vives                            | María Emilia Salerni                              | 6−0, 6−4                                          |
| 2007              | Roberta Vinci                                     | Tathiana Garbin                                   | 6−7(5), 6−4, 0−3, retirada                        |
| 2006              | Lourdes Domínguez Lino                            | Flavia Pennetta                                   | 7−6(3), 6−4                                       |
| 2005              | Flavia Pennetta                                   | Lourdes Domínguez Lino                            | 7−6(4), 6−4                                       |
| 2004              | Fabiola Zuluaga (4)                               | María Sánchez Lorenzo                             | 3−6, 6−4, 6−2                                     |
| 2003              | Fabiola Zuluaga                                   | Anabel Medina Garrigues                           | 6−3, 6−2                                          |
| 2002              | Fabiola Zuluaga                                   | Katarina Srebotnik                                | 6−1, 6−4                                          |
| 2001              | Paola Suárez (2)                                  | Rita Kuti-Kis                                     | 6−2, 6−4                                          |
| WTA Tier IV       |                                                   |                                                   |                                                   |
| 2000              | Patricia Wartusch                                 | Tathiana Garbin                                   | 4−6, 6−1, 6−4                                     |
| 1999              | Fabiola Zuluaga                                   | Christina Papadaki                                | 6−1, 6−3                                          |
| 1998              | Paola Suárez                                      | Sonya Jeyaseelan                                  | 6−3, 6−4                                          |

### Dobles femenins
| Any               | Campiones                                          | Finalistes                                        | Resultat                                          |
| ----------------- | -------------------------------------------------- | ------------------------------------------------- | ------------------------------------------------- |
| WTA 250           |                                                    |                                                   |                                                   |
| 2025              | Cristina Bucșa Sara Sorribes Tormo                 | Irina Bara Laura Pigossi                          | 5−7, 6−2, [10−5]                                  |
| 2024              | Cristina Bucșa Kamilla Rakhimova                   | Anna Bondár Irina Khromacheva                     | 7−6(5), 3−6, [10−8]                               |
| 2023              | Irina Khromacheva Iryna Shymanovich                | Oksana Kalashnikova Katarzyna Piter               | 6−1, 3−6, [10−6]                                  |
| 2022              | Astra Sharma Aldila Sutjiadi                       | Emina Bektas Tara Moore                           | 4−6, 6−4, [11−9]                                  |
| 2021              | Elixane Lechemia Ingrid Neel                       | Mihaela Buzărnescu Anna-Lena Friedsam             | 6−3, 6−4                                          |
| WTA International |                                                    |                                                   |                                                   |
| 2020              | Torneig suspès a causa de la pandèmia de COVID-19  | Torneig suspès a causa de la pandèmia de COVID-19 | Torneig suspès a causa de la pandèmia de COVID-19 |
| 2019              | Zoe Hives Astra Sharma                             | Hayley Carter Ena Shibahara                       | 6−1, 6−2                                          |
| 2018              | Dalila Jakupović Irina Khromacheva                 | Mariana Duque Nadia Podoroska                     | 6−3, 6−4                                          |
| 2017              | Beatriz Haddad Maia Nadia Podoroska                | Verónica Cepede Royg Magda Linette                | 6−3, 7−6(4)                                       |
| 2016              | Lara Arruabarrena Tatjana Maria                    | Gabriela Cé Andrea Gámiz                          | 6−2, 4−6, [10−8]                                  |
| 2015              | Paula Cristina Gonçalves Beatriz Haddad Maia       | Irina Falconi Shelby Rogers                       | 6−3, 3−6, [10−6]                                  |
| 2014              | Lara Arruabarrena Caroline Garcia                  | Vania King Chanelle Scheepers                     | 7−6(5), 6−4                                       |
| 2013              | Tímea Babos Mandy Minella                          | Eva Birnerová Alexandra Panova                    | 6−4, 6−3                                          |
| 2012              | Eva Birnerová Alexandra Panova                     | Mandy Minella Stefanie Vögele                     | 6−2, 6−2                                          |
| 2011              | Edina Gallovits-Hall Anabel Medina Garrigues       | Sharon Fichman Laura Pous Tió                     | 2−6, 7−6(6), [11−9]                               |
| 2010              | Gisela Dulko Edina Gallovits                       | Olga Savchuk Anastasiya Yakimova                  | 6−2, 7−6(6)                                       |
| 2009              | Núria Llagostera Vives María José Martínez Sánchez | Gisela Dulko Flavia Pennetta                      | 7−5, 3−6, [10−7]                                  |
| WTA Tier III      |                                                    |                                                   |                                                   |
| 2008              | Iveta Benešová Bethanie Mattek                     | Jelena Kostanić Tošić Martina Müller              | 6−3, 6−3                                          |
| 2007              | Lourdes Domínguez Lino Paola Suárez                | Flavia Pennetta Roberta Vinci                     | 1−6, 6−3, [11−9]                                  |
| 2006              | Gisela Dulko Flavia Pennetta                       | Ágnes Szávay Jasmin Woehr                         | 7−6(1), 6−1                                       |
| 2005              | Emmanuelle Gagliardi Tina Pisnik                   | Ľubomíra Kurhajcová Barbora Strýcová              | 6−4, 6−3                                          |
| 2004              | Barbara Schwartz Jasmin Woehr                      | Anabel Medina Garrigues Arantxa Parra             | 6−1, 6−3                                          |
| 2003              | Katarina Srebotnik Åsa Svensson                    | Tina Križan Tatiana Perebiynis                    | 6−2, 6−4                                          |
| 2002              | Virginia Ruano Pascual Paola Suárez                | Tina Križan Katarina Srebotnik                    | 6−2, 6−1                                          |
| 2001              | Tathiana Garbin Janette Husárová                   | Laura Montalvo Paola Suárez                       | 6−4, 2−6, 6−4                                     |
| WTA Tier IV       |                                                    |                                                   |                                                   |
| 2000              | Laura Montalvo Paola Suárez                        | Rita Kuti-Kis Petra Mandula                       | 6−4, 6−2                                          |
| 1999              | Christina Papadaki Seda Noorlander                 | Laura Montalvo Paola Suárez                       | 6−4, 7−6(5)                                       |
| 1998              | Janette Husárová Paola Suárez                      | Melissa Mazzotta Ekaterina Sysoeva                | 3−6, 6−2, 6−3                                     |